# Olympische Zomerspelen 1904

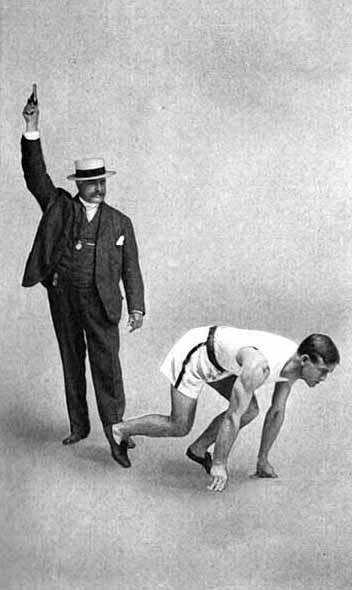
Archie Hahn, olympisch kampioen op de 60, 100 en 200 meter sprint, aan de start.

De Olympische (Zomer)spelen van de IIIe Olympiade  werden in 1904 gehouden in Saint Louis in de staat Missouri in de Verenigde Staten. In eerste instantie waren de Spelen toegewezen aan Chicago. In 1904 zou echter ook de Louisiana Purchase Exposition plaatsvinden in Saint Louis. De organisatoren van deze expositie wilden ook internationale sportwedstrijden houden die de Spelen in Chicago zouden hebben overschaduwd. Na een stemming van het IOC werd met 14 stemmen tegen 2 besloten om de Spelen te verplaatsen naar Saint Louis. Net als in 1900 in Parijs waren de Spelen slechts een bijprogramma van een wereldtentoonstelling. De Spelen werden over vijf maanden gespreid afgewerkt. Slechts bij 42 onderdelen deden atleten mee van buiten de Verenigde Staten.
België en Nederland zagen beide vanwege de hoge kosten af van het sturen van een afvaardiging naar Saint Louis.

## Hoogtepunten
- Dit waren de eerste Spelen waarbij de gouden, zilveren en bronzen medailles werden uitgereikt.
- De grote afstand en de internationale spanningen vanwege de Russisch-Japanse Oorlog zorgden ervoor dat een groot aantal Europese toppers thuis bleef. Vanuit Europa zou de reis een dagenlange boottocht over de Atlantische Oceaan en een urenlange treinreis betekenen. Dit betekende dat vele Europese landen afhaakten. Slechts elf landen aanvaardden de uitnodiging om deel te nemen: Australië, Canada, Cuba, Duitsland, Griekenland, Groot-Brittannië, Hongarije, Noorwegen, Zuid-Afrika, Zwitserland en uiteraard de Verenigde Staten, dat het gros van de deelnemers leverde. Van de in totaal 496 deelnemers kwamen er slechts 92 uit het buitenland.
- In een aantal categorieën werden gelijktijdig met de Spelen de Amerikaanse kampioenschappen afgewerkt omdat er geen internationale deelnemers waren.
- Twee atleten van de Tswana die op de wereldtentoonstelling een onderdeel vormden van de expositie over de Tweede Boerenoorlog namen deel aan de marathon en werden daarmee de eerste Afrikaanse deelnemers aan de Spelen.
- De Amerikaanse gymnast George Eyser wist ondanks zijn houten linkerbeen zes medailles te winnen.
- Voor het eerste stonden boksen, worstelen (vrije stijl), lacrosse, schoonspringen, roque en de tienkamp op het programma.
- Archie Hahn won de 60, 100 en 200 meter sprint. Bij de 200 meter zette hij een nieuw olympisch record van 21,6 seconden. Het zou 28 jaar duren voor dit werd verbeterd.
- Ray Ewry won opnieuw alle drie de springnummers uit stand en herhaalde zo zijn krachttoer van de Spelen van 1900.
- De Amerikaan Jim Lightbody sloeg een dubbelslag door de 800 m en de 1500 m te winnen. Op die laatste afstand zette hij ook nog eens een nieuw wereldrecord op de tabellen. Zijn landgenoot Harry Hillman was nog succesrijker. Hij won de 400 m en de 200 en de 400 m horden.
- In het kogelstoten won de Amerikaan Ralph Rose met een nieuw wereldrecord van 14 meter 81. Rose mat 2 meter en woog 120 kg en kreeg daardoor de bijnaam "Elephant Baby". Rose won ook nog zilver in het discuswerpen en brons in het hamerslingeren.
- In het discuswerpen was de competitie zeer spannend. De Amerikanen Martin Sheridan en Ralph Rose hadden exact dezelfde afstand gegooid: 39.28m. De officials besloten om aan beide atleten een extra worp toe te kennen. In die extra worp kwam Sheridan als winnaar naar voor.
- Het meest bizarre evenement van de Spelen was de marathon. De race werd gelopen in heet weer over stoffige wegen, waar auto's en paarden voor grote stofwolken zorgden.
  - De Cubaanse postbode Carvajal kwam na een lange voettocht aan bij de start in pyjama, aangezien hij niet in het bezit was van een sporttenue. Nadat een collega-atleet een stuk van zijn broekspijpen had geknipt om er toch nog iets van te maken, ging de Cubaan van start. Hij werd vierde ondanks het feit dat hij onderweg regelmatig stopte om een praatje te maken met de toeschouwers en hij maagkrampen kreeg van de appels die hij onderweg at.
  - De eerste over de finishlijn was Fred Lorz. Hij was echter al na een paar kilometer uitgevallen en had het parkoers grotendeels per auto afgelegd. Toen de auto het begaf besloot Lorz de rest maar te lopen. Hij kwam als eerste aan en men dacht dat hij gewonnen had. Pas na de medaille-uitreiking werd duidelijk dat hij gefraudeerd had. (Volgens een andere lezing van de gebeurtenissen kwam hij alleen maar zijn kleding ophalen die nog bij het vertrekpunt lag, en werd hij daarop toegejuicht door het publiek dat dacht dat hij de winnaar was. Lorz zou het misverstand hebben opgehelderd op het moment dat Alice Roosevelt, de dochter van de president, hem met zijn overwinning wilde feliciteren.[2]) Zijn medaille werd hem afgenomen en hij werd voor het leven geschorst.[3]
  - De uiteindelijke winnaar, de Brit Thomas Hicks, die uitkwam voor Amerika, had onderweg een aantal inzinkingen gehad. Hij kreeg van zijn begeleiders onder andere strychnine met cognac om hem op de been te houden. Hoewel hij gesteund werd door zijn trainers toen hij de finishlijn passeerde, werd hij toch als winnaar aangewezen.
  - Len Tau, een van de leden van de Tswana-stam kwam als negende over de finishlijn. Zijn resultaat was waarschijnlijk beter geweest als hij niet door een hond was achtervolgd die hem meer dan drie kilometer van het parcours had geleid.[2]
- Voor de enige keer werden bij het zwemmen de afstanden in yards en mijlen uitgedrukt. Bijvoorbeeld de 50 en 100 yard vrije slag en de 1 mijl vrije slag.
- Een van de meest succesrijke buitenlandse atleten was de Duitse zwemmer Emil Rausch. Hij won drie medailles: tweemaal goud (880 y en 1 mijl vrije slag) en een keer brons (220 y vrije slag). Andere successen in het zwemmen waren voor de Hongaar Zoltan Halmay en de Amerikaan Charles Daniels. Halmay won tweemaal goud (50 en 100 y vrije slag). Daniels haalde tweemaal goud (220 en 440 y vrije slag), een keer zilver (100 y vrije slag) en een keer brons (50 y vrije slag).
- De Spelen in Saint Louis werden ook gekarakteriseerd door een vreemd nevenevenement dat vele Europeanen schokte: de Anthropological Days. Dit waren sportwedstrijden voor etnische minderheden. Gedurende twee dagen deden Amerikaanse indianen, Kaffers, Pygmeeën, Filippino's, Patagoniërs en zelfs Turken en Syriërs mee aan belachelijke wedstrijden. Zwarten gooiden met plakkerige ballen naar elkaar, indianen bootsten duels met een lans na en Pygmeeën gooiden een kogel van 10 kilo om het verst. De Coubertin, die in Saint Louis niet aanwezig was, veroordeelde deze 'Anthropoligical Days' niet, ook al waren deze een inbreuk op artikel 1 van het olympisch handvest dat discriminatie verwerpt.

## Sporten
Er werd in zestien sporten in achttien disciplines om de medailles gestreden. Basketbal was de enige demonstratiesport.

### Mutaties
| Sport          | Nieuw | Verdwenen (t.o.v. 1900) | Wijzigingen/Opmerkingen                                                      |
| -------------- | --- | --- | ---------------------------------------------------------------------------- |
| Atletiek       | gewichtwerpen (m) driekamp (m) tienkamp (m)                                                                                                 | 4000 m steeple (m) | 2500 meter steeplechase wordt 2590 meter 5000 meter m team wordt 4 mijl team |
| Boksen         | vlieggewicht (m) bantamgewicht (m) vedergewicht (m) lichtgewicht (m) weltergewicht (m) middengewicht (m) zwaargewicht (m)                   | | nieuw, debuut                                                                |
| Boogschieten   | dubbele York ronde (m) dubbele Amerikaanse ronde (m) team (m) dubbele nationale ronde (v) dubbele Colombia ronde (v) team (v)               | au cordon dore 50 m (m) au cordon dore 33 m (m) au chapelet 50 m (m) au chapelet 33 m (m) sur la perche à la herse (m) | Nu 6 onderdelen                                                              |
| Cricket        | | mannen | helemaal verdwenen                                                           |
| Croquet        | | mannen | helemaal verdwenen                                                           |
| Gewichtheffen  | eenhandig (m) tweehandig (m) | | nieuw, terug                                                                 |
| Golf           | team (m) | | Nu 2 onderdelen                                                              |
| Lacrosse       | mannen | | nieuw, debuut                                                                |
| Paardensport   | | springen ind. hoogspringen verspringen | helemaal verdwenen                                                           |
| Pelota         | | mannen | helemaal verdwenen                                                           |
| Polo           | | mannen | helemaal verdwenen                                                           |
| Roeien         | twee-zonder-stuurman (m) vier-zonder-stuurman (m)                                                                                           | vier-met-stuurman A en B (m) | Nog 5 onderdelen                                                             |
| Rugby          | | mannen | helemaal verdwenen                                                           |
| Roque          | mannen | | nieuw, debuut                                                                |
| Schermen       | floret team (m) stokschermen (m) | floret voor schermleraren (m) degen voor schermleraren (m) degen voor amateurs en schermleraren (m) sabel voor schermleraren (m) |                                                                              |
| Schietsport    | | militair geweer 300 m staand (m) militair geweer 300 m knielend (m) militair geweer 300 m liggend (m) militair geweer 300 m 3 houdingen ind. (m) militair geweer 300 m 3 houdingen team (m) militair pistool 50 m ind. (m) militair pistool 50 m team (m) snelvuurpistool 25 m (m) trap (m) levende duiven schieten (m) bewegend doel (m) | helemaal verdwenen                                                           |
| Schoonspringen | 10 m torenspringen (m) afsprong met uitdrijven (m)                                                                                          | | nieuw, debuut                                                                |
| Tennis         | | enkelspel (v) mixed dubbel | Nog 2 onderdelen                                                             |
| Turnen         | team (m) driekamp (m) paard voltige (m) ringen (m) sprong (m) brug (m) rekstok (m) meerkamp toestellen (m) knotszwaaien (m) touwklimmen (m) | | Nu 11 onderdelen                                                             |
| Wielersport    | 1/4 mijl (m) 1/3 mijl (m) 1/2 mijl (m) 1 mijl (m) 2 mijl (m) 5 mijl (m) 25 mijl (m)                                                         | sprint 2000 m (m) puntenkoers 5000 m (m) 25 km (m) | Nu 7 onderdelen                                                              |
| Worstelen      | licht vlieggewicht (m) vlieggewicht (m) bantamgewicht (m) vedergewicht (m) lichtgewicht (m) weltergewicht (m) zwaargewicht (m)              | | nieuw, debuut                                                                |
| Zeilen         | | klasse 0-½ ton 1 (m) klasse 0-½ ton 2 (m) klasse ½-1 ton (m) klasse 1-2 ton 1 (m) klasse 1-2 ton 2 (m) klasse 2-3 ton 1 (m) klasse 2-3 ton 2 (m) klasse 3-10 ton (m) klasse 10-20 ton (m) open klasse (m) | helemaal verdwenen                                                           |
| Zwemmen        | 4x50 vrij (m) | | alle afstanden werden in Yards gezwommen                                     |
|                | 48 | 34 | 9                                                                            |

## Kalender
| ● | Openingsceremonie |  | Wedstrijden | ● | Wedstrijden met medailles | ● | Sluitingsceremonie |

De evenementen van de Olympische Zomerspelen 1904 waren verspreid over 5 maanden. Om de sporten te zien, klik je op "weergeven" naast de maand in de tabel.
| juli       | vr 1 | za 2 | zo 3 | ma 4 | di 5 | wo 6 | do 7 | vr 8 | za 9 | zo 10 | ma 11 | di 12 | wo 13 | do 14 | vr 15 | za 16 | zo 17 | ma 18 | di 19 | wo 20 | do 21 | vr 22 | za 23 | zo 24 | ma 25 | di 26 | wo 27 | do 28 | vr 29 | za 30 | zo 31 | Tot. |
| ---------- | ---- | ---- | ---- | ---- | ---- | ---- | ---- | ---- | ---- | ----- | ----- | ----- | ----- | ----- | ----- | ----- | ----- | ----- | ----- | ----- | ----- | ----- | ----- | ----- | ----- | ----- | ----- | ----- | ----- | ----- | ----- | ---- |
| Atletiek   |      | ●    |      | ●    |      |      |      |      |      |       |       |       |       |       |       |       |       |       |       |       |       |       |       |       |       |       |       |       |       |       |       | 2    |
| Lacrosse   |      |      |      |      |      |      | ●    |      |      |       |       |       |       |       |       |       |       |       |       |       |       |       |       |       |       |       |       |       |       |       |       | 1    |
| Roeien     |      |      |      |      |      |      |      |      |      |       |       |       |       |       |       |       |       |       |       |       |       |       |       |       |       |       |       |       |       | ●     |       | 5    |
| Turnen     |      | ●    |      |      |      |      |      |      |      |       |       |       |       |       |       |       |       |       |       |       |       |       |       |       |       |       |       |       |       |       |       | 3    |
| Totaal     |      | 4    |      | 1    |      |      | 1    |      |      |       |       |       |       |       |       |       |       |       |       |       |       |       |       |       |       |       |       |       |       | 5     |       | 11   |
| Cumulatief |      | 4    |      | 5    |      |      | 6    |      |      |       |       |       |       |       |       |       |       |       |       |       |       |       |       |       |       |       |       |       |       | 11    |       | 11   |
| Ceremonies | ●    |      |      |      |      |      |      |      |      |       |       |       |       |       |       |       |       |       |       |       |       |       |       |       |       |       |       |       |       |       |       |      |
| juli 1904  | vr 1 | za 2 | zo 3 | ma 4 | di 5 | wo 6 | do 7 | vr 8 | za 9 | zo 10 | ma 11 | di 12 | wo 13 | do 14 | vr 15 | za 16 | zo 17 | ma 18 | di 19 | wo 20 | do 21 | vr 22 | za 23 | zo 24 | ma 25 | di 26 | wo 27 | do 28 | vr 29 | za 30 | zo 31 | Tot. |

| augustus        | ma 1 | di 2 | wo 3 | do 4 | vr 5 | za 6 | zo 7 | ma 8 | di 9 | wo 10 | do 11 | vr 12 | za 13 | zo 14 | ma 15 | di 16 | wo 17 | do 18 | vr 19 | za 20 | zo 21 | ma 22 | di 23 | wo 24 | do 25 | vr 26 | za 27 | zo 28 | ma 29 | di 30 | wo 31 | Tot. |
| --------------- | ---- | ---- | ---- | ---- | ---- | ---- | ---- | ---- | ---- | ----- | ----- | ----- | ----- | ----- | ----- | ----- | ----- | ----- | ----- | ----- | ----- | ----- | ----- | ----- | ----- | ----- | ----- | ----- | ----- | ----- | ----- | ---- |
| Atletiek        |      |      |      |      |      |      |      |      |      |       |       |       |       |       |       |       |       |       |       |       |       |       |       |       |       |       |       |       | ●     | ●     | ●     | 13   |
| Roque           |      |      |      |      |      |      |      | ●    |      |       |       |       |       |       |       |       |       |       |       |       |       |       |       |       |       |       |       |       |       |       |       | 1    |
| Tennis          |      |      |      |      |      |      |      |      |      |       |       |       |       |       |       |       |       |       |       |       |       |       |       |       |       |       |       |       |       |       |       | 0    |
| Touwtrekken     |      |      |      |      |      |      |      |      |      |       |       |       |       |       |       |       |       |       |       |       |       |       |       |       |       |       |       |       |       |       |       | 0    |
| Wielersport     |      | ●    | ●    |      | ●    |      |      |      |      |       |       |       |       |       |       |       |       |       |       |       |       |       |       |       |       |       |       |       |       |       |       | 7    |
| Overige sporten |      |      |      |      |      |      |      |      |      |       |       |       |       |       |       |       |       |       |       |       |       |       |       |       |       |       |       |       |       |       |       | 9    |
| Totaal          |      | 1    | 2    |      | 4    |      |      | 1    |      |       |       |       |       |       |       |       |       |       |       |       |       |       |       |       |       |       |       |       | 6     | 1     | 4     | 30   |
| Cumulatief      |      | 12   | 14   |      | 18   |      |      | 19   |      |       |       |       |       |       |       |       |       |       |       |       |       |       |       |       |       |       |       |       | 25    | 26    | 30    | 30   |
| augustus 1904   | ma 1 | di 2 | wo 3 | do 4 | vr 5 | za 6 | zo 7 | ma 8 | di 9 | wo 10 | do 11 | vr 12 | za 13 | zo 14 | ma 15 | di 16 | wo 17 | do 18 | vr 19 | za 20 | zo 21 | ma 22 | di 23 | wo 24 | do 25 | vr 26 | za 27 | zo 28 | ma 29 | di 30 | wo 31 | Tot. |

| september       | do 1 | vr 2 | za 3 | zo 4 | ma 5 | di 6 | wo 7 | do 8 | vr 9 | za 10 | zo 11 | ma 12 | di 13 | wo 14 | do 15 | vr 16 | za 17 | zo 18 | ma 19 | di 20 | wo 21 | do 22 | vr 23 | za 24 | zo 25 | ma 26 | di 27 | wo 28 | do 29 | vr 30 | Tot. |
| --------------- | ---- | ---- | ---- | ---- | ---- | ---- | ---- | ---- | ---- | ----- | ----- | ----- | ----- | ----- | ----- | ----- | ----- | ----- | ----- | ----- | ----- | ----- | ----- | ----- | ----- | ----- | ----- | ----- | ----- | ----- | ---- |
| Atletiek        | ●    |      | ●    |      |      |      |      |      |      |       |       |       |       |       |       |       |       |       |       |       |       |       |       |       |       |       |       |       |       |       | 25   |
| Boksen          |      |      |      |      |      |      |      |      |      |       |       |       |       |       |       |       |       |       |       |       |       | ●     |       |       |       |       |       |       |       |       | 7    |
| Boogschieten    |      |      |      |      |      |      |      |      |      |       |       |       |       |       |       |       |       |       | ●     | ●     | ●     |       |       |       |       |       |       |       |       |       | 6    |
| Gewichtheffen   |      |      | ●    |      |      |      |      |      |      |       |       |       |       |       |       |       |       |       |       |       |       |       |       |       |       |       |       |       |       |       | 2    |
| Golf            |      |      |      |      |      |      |      |      |      |       |       |       |       |       |       |       | ●     |       |       |       |       |       |       | ●     |       |       |       |       |       |       | 2    |
| Schermen        |      |      |      |      |      |      | ●    | ●    |      |       |       |       |       |       |       |       |       |       |       |       |       |       |       |       |       |       |       |       |       |       | 5    |
| Schoonspringen  |      |      |      |      | ●    |      | ●    |      |      |       |       |       |       |       |       |       |       |       |       |       |       |       |       |       |       |       |       |       |       |       | 2    |
| Tennis          |      |      | ●    |      |      |      |      |      |      |       |       |       |       |       |       |       |       |       |       |       |       |       |       |       |       |       |       |       |       |       | 2    |
| Touwtrekken     | ●    |      |      |      |      |      |      |      |      |       |       |       |       |       |       |       |       |       |       |       |       |       |       |       |       |       |       |       |       |       | 1    |
| Waterpolo       |      |      |      |      |      | ●    |      |      |      |       |       |       |       |       |       |       |       |       |       |       |       |       |       |       |       |       |       |       |       |       | 1    |
| Zwemmen         |      |      |      |      | ●    | ●    | ●    |      |      |       |       |       |       |       |       |       |       |       |       |       |       |       |       |       |       |       |       |       |       |       | 9    |
| Overige sporten |      |      |      |      |      |      |      |      |      |       |       |       |       |       |       |       |       |       |       |       |       |       |       |       |       |       |       |       |       |       | 15   |
| Totaal          | 6    |      | 9    |      | 2    | 5    | 8    | 2    |      |       |       |       |       |       |       |       | 1     |       | 2     | 2     | 2     | 7     |       | 1     |       |       |       |       |       |       | 77   |
| Cumulatief      | 36   |      | 45   |      | 47   | 52   | 60   | 62   |      |       |       |       |       |       |       |       | 63    |       | 65    | 67    | 69    | 76    |       | 77    |       |       |       |       |       |       | 77   |
| september 1904  | do 1 | vr 2 | za 3 | zo 4 | ma 5 | di 6 | wo 7 | do 8 | vr 9 | za 10 | zo 11 | ma 12 | di 13 | wo 14 | do 15 | vr 16 | za 17 | zo 18 | ma 19 | di 20 | wo 21 | do 22 | vr 23 | za 24 | zo 25 | ma 26 | di 27 | wo 28 | do 29 | vr 30 | Tot. |

| oktober         | za 1 | zo 2 | ma 3 | di 4 | wo 5 | do 6 | vr 7 | za 8 | zo 9 | ma 10 | di 11 | wo 12 | do 13 | za 14 | zo 15 | ma 16 | di 17 | wo 18 | do 19 | vr 20 | za 21 | zo 22 | ma 23 | di 24 | wo 25 | do 26 | vr 27 | za 28 | zo 29 | ma 30 | di 31 | Tot. |
| --------------- | ---- | ---- | ---- | ---- | ---- | ---- | ---- | ---- | ---- | ----- | ----- | ----- | ----- | ----- | ----- | ----- | ----- | ----- | ----- | ----- | ----- | ----- | ----- | ----- | ----- | ----- | ----- | ----- | ----- | ----- | ----- | ---- |
| Turnen          |      |      |      |      |      |      |      |      |      |       |       |       |       |       |       |       |       |       |       |       |       |       |       |       |       |       |       | ●     |       |       |       | 11   |
| Worstelen       |      |      |      |      |      |      |      |      |      |       |       |       |       |       | ●     |       |       |       |       |       |       |       |       |       |       |       |       |       |       |       |       | 7    |
| Overige sporten |      |      |      |      |      |      |      |      |      |       |       |       |       |       |       |       |       |       |       |       |       |       |       |       |       |       |       |       |       |       |       | 74   |
| Totaal          |      |      |      |      |      |      |      |      |      |       |       |       |       |       | 7     |       |       |       |       |       |       |       |       |       |       |       |       | 8     |       |       |       | 92   |
| Cumulatief      |      |      |      |      |      |      |      |      |      |       |       |       |       |       | 84    |       |       |       |       |       |       |       |       |       |       |       |       | 92    |       |       |       | 92   |
| oktober 1904    | za 1 | zo 2 | ma 3 | di 4 | wo 5 | do 6 | vr 7 | za 8 | zo 9 | ma 10 | di 11 | wo 12 | do 13 | za 14 | zo 15 | ma 16 | di 17 | wo 18 | do 19 | vr 20 | za 21 | zo 22 | ma 23 | di 24 | wo 25 | do 26 | vr 27 | za 28 | zo 29 | ma 30 | di 31 | Tot. |

| november        | wo 1 | do 2 | vr 3 | za 4 | zo 5 | ma 6 | di 7 | wo 8 | do 9 | vr 10 | za 11 | zo 12 | ma 13 | di 14 | wo 15 | do 16 | vr 17 | za 18 | zo 19 | ma 20 | di 21 | wo 22 | do 23 | Tot. |
| --------------- | ---- | ---- | ---- | ---- | ---- | ---- | ---- | ---- | ---- | ----- | ----- | ----- | ----- | ----- | ----- | ----- | ----- | ----- | ----- | ----- | ----- | ----- | ----- | ---- |
| Voetbal         |      |      |      |      |      |      |      |      |      |       |       |       |       |       |       |       |       |       |       |       |       |       | ●     | 1    |
| Overige sporten |      |      |      |      |      |      |      |      |      |       |       |       |       |       |       |       |       |       |       |       |       |       |       | 92   |
| Totaal          |      |      |      |      |      |      |      |      |      |       |       |       |       |       |       |       |       |       |       |       |       |       | 1     | 93   |
| Cumulatief      |      |      |      |      |      |      |      |      |      |       |       |       |       |       |       |       |       |       |       |       |       |       | 93    | 93   |
| Ceremonies      |      |      |      |      |      |      |      |      |      |       |       |       |       |       |       |       |       |       |       |       |       |       | ●     |      |
| november 1904   | wo 1 | do 2 | vr 3 | za 4 | zo 5 | ma 6 | di 7 | wo 8 | do 9 | vr 10 | za 11 | zo 12 | ma 13 | di 14 | wo 15 | do 16 | vr 17 | za 18 | zo 19 | ma 20 | di 21 | wo 22 | do 23 | Tot. |

## Deelnemende landen

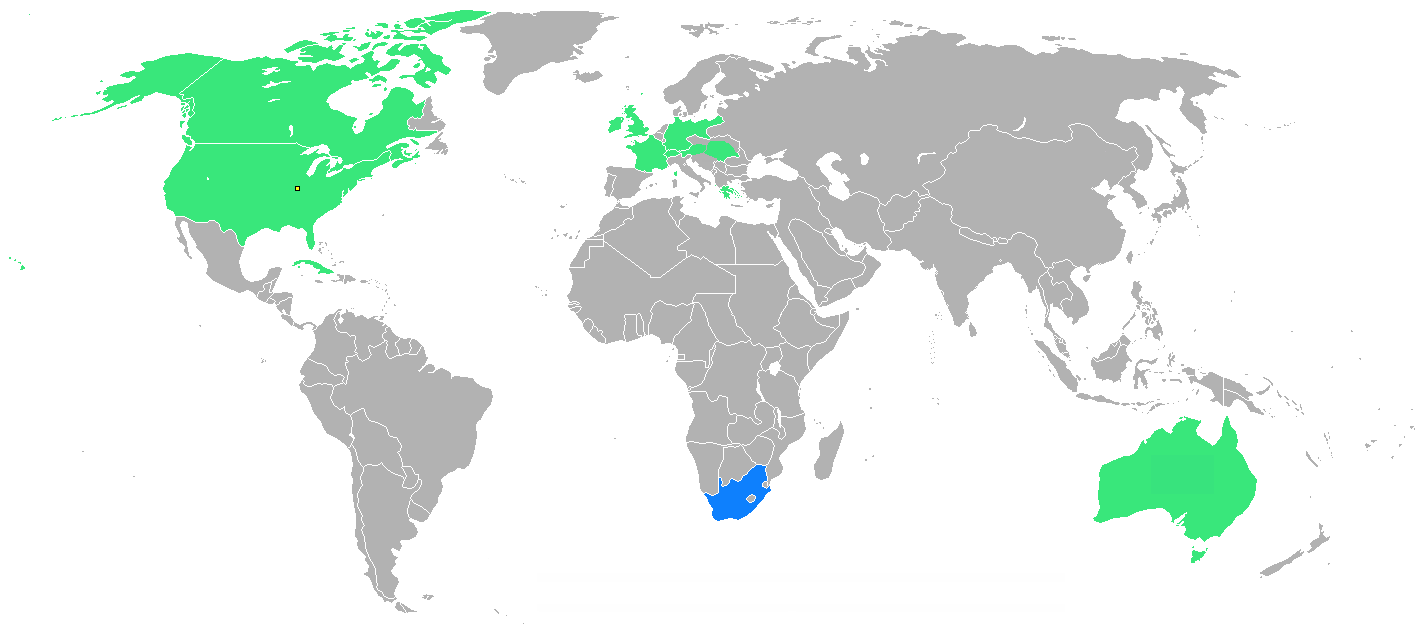

Er deden atleten uit twaalf landen mee.

## Medaillespiegel
Er werden 280 medailles uitgereikt. Het IOC stelt officieel geen medailleklassement op, maar geeft desondanks een medailletabel ter informatie. In het klassement wordt eerst gekeken naar het aantal gouden medailles, vervolgens de zilveren medailles en tot slot de bronzen medailles.
Net als bij de vorige Spelen werden de deelnemers niet afgevaardigd door hun eigen nationale olympische comités. Het was daardoor mogelijk dat aan een aantal onderdelen teams deelnamen met deelnemers met verschillende nationaliteiten. Medailles die door dergelijke teams werden geworden, worden door het IOC formeel toegerekend aan het "gemengd team", met als IOC-code "ZZX".
Omdat slechts tien landen medailles wisten te winnen, staat in de volgende tabel het gehele klassement. Het gastland heeft een blauwe achtergrond en het grootste aantal medailles in elke categorie is vetgedrukt. Het grote aantal Amerikaanse medailles is voor een groot deel te verklaren uit het feit dat aan slechts 42 van de 94 onderdelen sporters meededen van buiten de Verenigde Staten.
Zie de medaillespiegel van de Olympische Zomerspelen 1904 voor de volledige weergave en nadere informatie.
| Plaats | Land             | NOC | Goud | Zilver | Brons | Totaal |
| ------ | ---------------- | --- | ---- | ------ | ----- | ------ |
| 1      | Verenigde Staten | USA | 78   | 82     | 79    | 239    |
| 2      | Duitsland        | GER | 4    | 4      | 5     | 13     |
| 3      | Cuba             | CUB | 4    | 2      | 3     | 9      |
| 4      | Canada           | CAN | 4    | 1      | 1     | 6      |
| 5      | Hongarije        | HUN | 2    | 1      | 1     | 4      |
| 6      | Gemengd team     | ZZX | 1    | 1      | 0     | 2      |
| 6      | Groot-Brittannië | GBR | 1    | 1      | 0     | 2      |
| 8      | Griekenland      | GRE | 1    | 0      | 1     | 2      |
| 8      | Zwitserland      | SUI | 1    | 0      | 1     | 2      |
| 10     | Oostenrijk       | AUT | 0    | 0      | 1     | 1      |

Atletiek · Basketbal (demonstratie) · Boksen · Boogschieten · Gewichtheffen · Golf · Lacrosse · Roeien · Roque · Schermen · Schoonspringen · Tennis · Touwtrekken · Turnen · Voetbal · Waterpolo · Wielersport · Worstelen · Zwemmen
Australië · Canada · Cuba · Duitsland · Frankrijk · Griekenland · Groot-Brittannië · Hongarije · Oostenrijk · Verenigde Staten · Zuid-Afrika · Zwitserland · Gemengde teams
Olympische Zomerspelen
Olympische Winterspelen
Gerelateerd
Olympische Jeugdspelen · Paralympische Spelen · Deaflympische Spelen · Special Olympic World Games
IOC · COA · BOIC · NOC*NSF · NAOC · SOC
- Gemeinsame Normdatei: 10095731-6
- Library of Congress Control Number: n87940156
- Nationale Bibliotheek van Israël: 987008637785605171
- Virtual International Authority File: 131448501